# Torrubiella gibellulae
Torrubiella gibellulae är en svampart som beskrevs av Petch 1932. Torrubiella gibellulae ingår i släktet Torrubiella och familjen Cordycipitaceae.   Inga underarter finns listade i Catalogue of Life.